# Pulitzer-Preis 1938
Der Pulitzer-Preis 1938 war die 22. Verleihung des renommierten US-amerikanischen Literaturpreises. Die Bekanntgabe der Preisträger fand am 2. Mai 1938 statt. Es wurden Preise in zehn Kategorien im Bereich Journalismus und dem Bereich Literatur, Theater und Musik vergeben.
Mit der Verleihung des Sonderpreises an das Edmonton Journal mit Sitz im kanadischen Edmonton wurde erstmals ein Nicht-US-Preisträger geehrt.
Die Jury bestand aus 14 Personen, unter anderem dem Präsidenten der Columbia-Universität Nicholas Murray Butler und Ralph Pulitzer, Sohn des Pulitzer-Preis-Stifters und Herausgeber der New York World.

## Preisträger
| Kategorie                                     | Preisträger                                  | Begründung                                                                                         |
| --------------------------------------------- | -------------------------------------------- | -------------------------------------------------------------------------------------------------- |
| Dienst an der Öffentlichkeit (Public Service) | Bismarck Tribune                             | Preis verliehen für die veröffentlichten Artikel und den Leitartikel Self Help in the Dust Bowl.   |
| Berichterstattung (Reporting)                 | Raymond Sprigle, Pittsburgh Post-Gazette     | Preis verliehen für die Enthüllung, dass Bundesrichter Hugo Black Mitglied beim Ku-Klux-Klan war.  |
| Korrespondenz (Correspondence)                | Arthur Krock, The New York Times             | Preis verliehen für ein Interview mit dem Präsidenten der Vereinigten Staaten, Franklin Roosevelt. |
| Leitartikel (Editorial Writing)               | William Wesley Waymack, Register and Tribune | Preis verliehen für seine Leitartikel.                                                             |
| Karikatur (Editorial Cartooning)              | Vaughn Shoemaker, Chicago Daily News         | Preis verliehen für The Road Back.                                                                 |

| Kategorie                                                   | Preisträger                                                                           |
| ----------------------------------------------------------- | ------------------------------------------------------------------------------------- |
| Roman (Novel)                                               | The Late George Apley (dt. Titel: Der selige Mister Apley) von John Phillips Marquand |
| Theater (Drama)                                             | Our Town (dt. Titel: Unsere kleine Stadt) von Thornton Wilder                         |
| Geschichte (History)                                        | The Road to Reunion, 1865–1900 von Paul Herman Buck                                   |
| Biographie oder Autobiographie (Biography or Autobiography) | Pedlar's Progress von Odell Shepard                                                   |
| Biographie oder Autobiographie (Biography or Autobiography) | The Life of Andrew Jackson von Marquis James                                          |
| Dichtung (Poetry)                                           | Cold Morning Sky von Marya Zaturenska                                                 |

Sonderpreis (Special Awards and Citations)
Das Edmonton Journal wurde mit dem Sonderpreis für den Kampf gegen das Accurate News and Information Act und der Verteidigung der Pressefreiheit in der kanadischen Provinz Alberta geehrt.